# فنر پیچشی

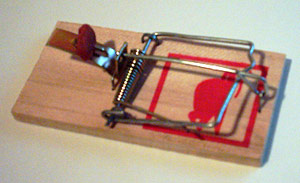
تله موش یک وسیله فنر پیچشی است.

فنر پیچشی فنری است که عملکردش با پیچش یا دوران همراه است و با استفاده از نیروی کشسانی کار می کند.

## استفاده در آزمایش کاوندیش

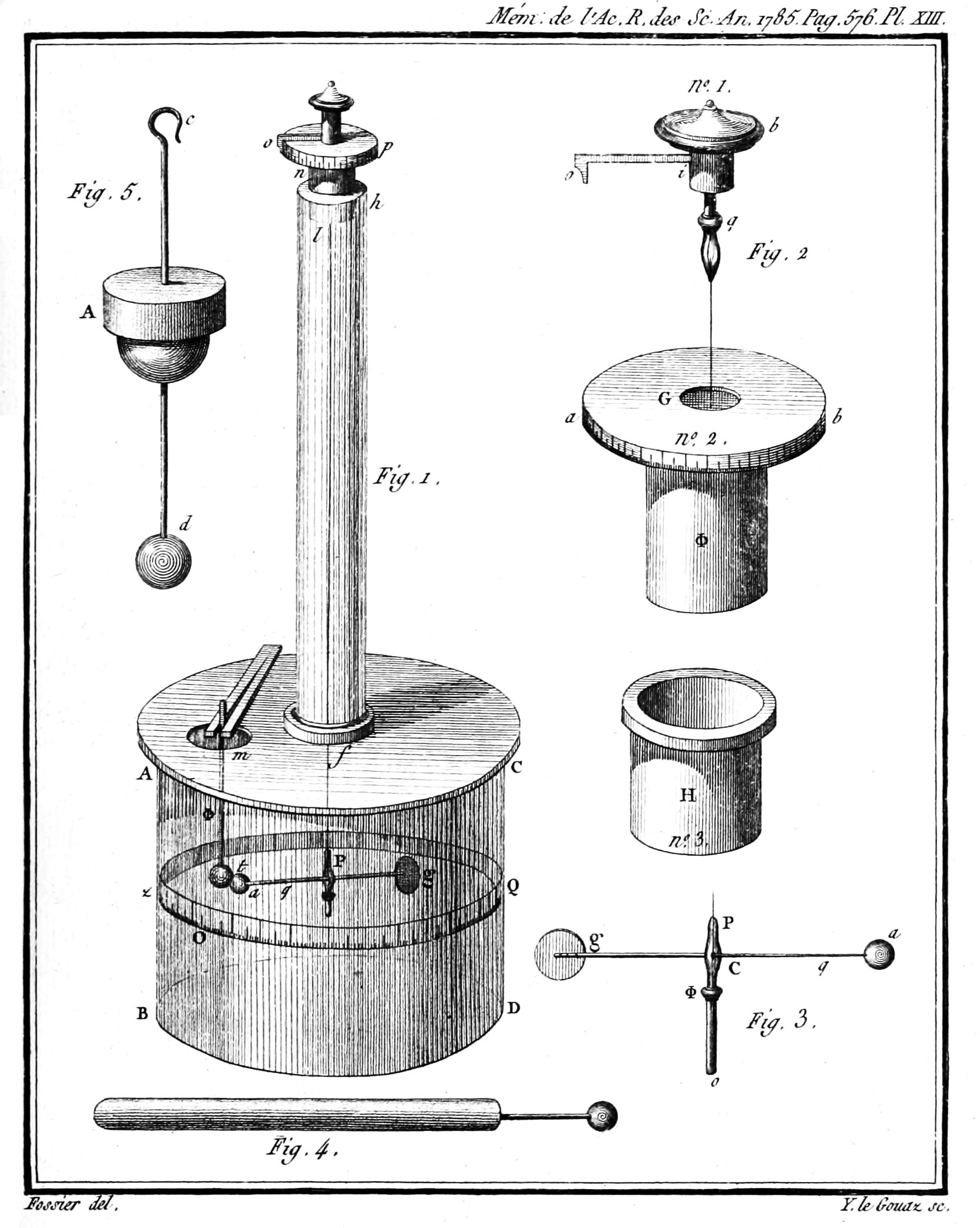

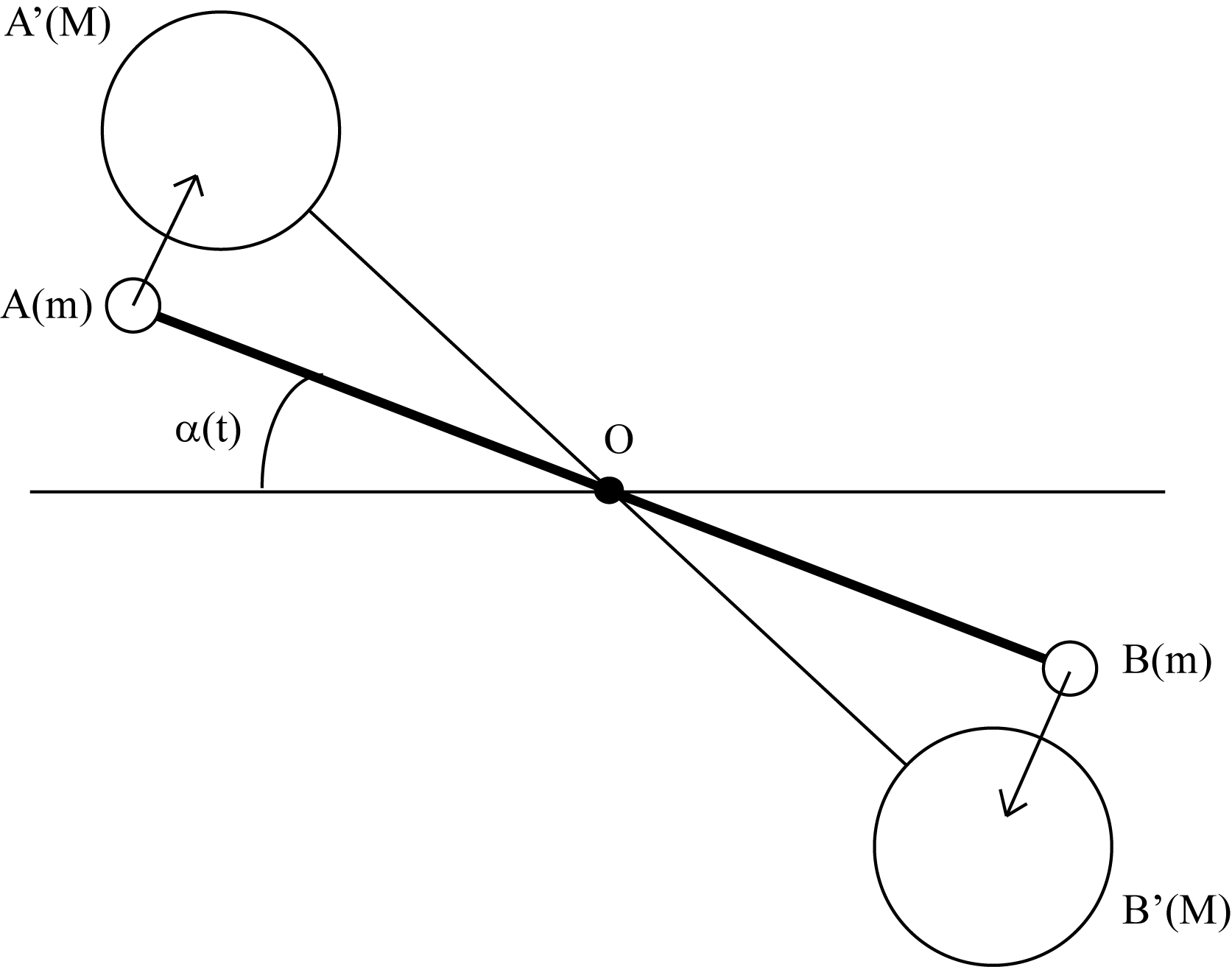
اگر توجه کنید ترازوی فنری یا پیچشی بر اساس تعادل کار می کند و نقش مهمی در آزمایش کاوندیش دارد.

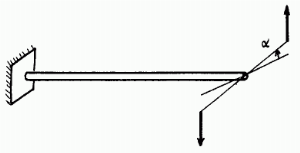
تلاش برای تعادل

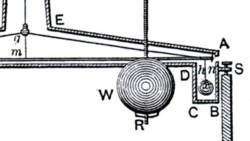
تلاش برای تعادل این تصویر بخش میله سربی آزمایش کاوندیش را نشان می دهد.

این وسیله نقش اساسی در آزمایش کاوندیش دارد.کاوندیش در آزمایشش از ترازوی فنری یا پیچشی استفاده کرد.
ترازوی فنری یا پیچشی توسط شارل آگوستن دو کولن درست شد.